# Лене Кобербель
Лене Кобербель (дан. Lene Kaaberbøl; *24 березня 1960, Копенгаген, Данія) — сучасна данська письменниця, зокрема дитяча. Її літературний доробок здебільшого складають дитячі серії-фентезі та детективно-кримінальна література для дорослих. Вона є лавреаткою Премії Північної дитячої книги (Nordic Children's Book Prize, 2004).

## Біографія
Народжена в Копенгагені, Лене Кобербель виросла в маленькому містечку Моллінг, в сільській місцевості на південь від Орхуса в Ютландії.
Її перша книжка була опублікована, коли їй було лише 15 років. Це була також перша книга серії книг про Тіну, але вона так ніколи й не була перекладена. Закінчила Орхуську кафедральну школу, а потому здобула освіту з англійської мови та філології та драматургії в Орхуському університеті.
По тому працювала викладачем середньої школи та перекладачем, але її трудове життя було строкатим, адже якийсь час вона також заробляла на життя прибиральницею.
Згодом проживала в Зеландії, ще пізніше й дотепер в Сарку, на Нормандських островах, неподалік Франції.

## Творчість
Книги письменниці згруповані за серіями:
- Skammerens Datter
- W.I.T.C.H.
- Vildheks